# Pokémon the Movie XY: Hakai no maju to Diancie
A Pokémon the Movie XY: Hakai no maju to Diancie (ポケモン・ザ・ムービーXY 「破壊の繭とディアンシー」; Hepburn: Pokemon Za Mūbī Ekkusu Wai "Hakai no Mayu to Dianshī, ’Pokémon: Az XY film – Diancie és a pusztítás selyemgubója’) 2014-ben bemutatott japán animefilm, a 17. Pokémon animefilm, illetve az első az XY-sorozatban, melyet Jujama Kunihiko rendezett.
2014. július 19-én mutatták be a japán mozikban.
A filmben szerepel Diancie ékszerpokémon, valamint Xerneas, az élet, illetve Yveltal, a pusztítás pokémonja is.
A filmet a Pocket Monsters Best Wishes! Sinszoku no Genesect: Mewtwo kakuszei színházi vetítése után jelentették be egy rövid előzetesben. Később, 2013 decemberében a CoroCoro Comic 2014 januári lapszámában, illetve a film weboldalán megerősítették annak címét. A film első plakátján látható Pokémon X és Y videojátékok pokémonjainak összes ismert megafejlődése. A CoroCoro februári lapszáma szerint a film cselekménye a Xerneas és Yveltal közti „lenyűgöző csatát” dolgozza fel, de a címben rejlő, a pusztítás pokémonjához köthető rejtett jelentést is felfedték, valamint azt is hozzáfűzták, hogy a filmben sok legendás pokémon és számos megafejlődés is szerepel.
Hakai no maju to Diancie-t a Pikachu, kore nan no kagi? (ピカチュウ、これなんのカギ？; Pikachu, mi ez a kulcs?; Hepburn: Pikachū, Kore Nan no Kagi?) Pikachu-rövidfilmmel együtt mutatták be, utóbbiban feltűnik egy Klefki nevű új pokémon is. A filmben Jirachi, Victini, Manaphy és Darkrai pokémonok is szerepel különleges vendégként. A film zárófőcím-dala a Scandal Joake no rjúszeigun (夜明けの流星群, ’Hajnali meteorzápor’) című száma.

## Cselekmény
A Gyémánttartomány (ダイヤモンド鉱国; Hepburn: Daiyamondo Kōkoku) nevezetű országban található az erőteljes szent gyémánt (聖なるダイヤ; Hepburn: Seinaru Daiya), ami a királyság energiaforrásaként szolgál, és már évszázadok óta tartja fenn az ércországot. A Melecie-k is ebben az országban élnek hercegnőjükkel, Diancie ékszerpokémonnal, az erős gyémánt alkotójával. Egy nap a hercegnő, azonban elveszti a szent gyémánt irányítása feletti erejét és az országa egyre inkább káoszba süllyed, ahogy a gyémánt szétesik.
Egy nap megismerkedik Szatosival és barátaival és megkéri őket, hogy kutassák fel Xerneas életpokémont, aki vissza tudná állítani a szent gyémánt életét. Kalandozásaik során útjukat állja Yveltal, a pusztítás pokémonja, aki egyszer már ellopta a Kalos régió összes életét. Útjuk alatt a Rakéta csapat, illetve Marilyn Flame és Ninja Riot ékszertolvajpáros is rájuk támad. Szatosiék segítségére siet Millis Steel és édesapja, Argus is.

## Szereplők

### Visszatérő szereplők
| Szereplő | Szinkronszínész   |
| -------- | ----------------- |
| Szatosi  | Macumoto Rika     |
| Pikachu  | Ótani Ikue        |
| Citron   | Kadzsi Júki       |
| Eureka   | Isze Marija       |
| Serena   | Makigucsi Majuki  |
| Muszasi  | Hajasibara Megumi |
| Kodzsiró | Miki Sinicsiró    |
| Nyarth   | Inujama Inuko     |
| Narrátor | Isizuka Unsó      |

### Vendégszereplők
- Diancie (ディアンシー; Hepburn: Dianshī?): az ékszerpokémon, Gyémánttartomány hercegnője. A helyet Melecie tartja kordában, míg a szent gyémánt tartja biztonságban a kívülállóktól. Diancie a szent gyémánttal egyetemben egyre inkább legyengül, így Szatosi és barátai felkeresésére indul, annak reményében, hogy segítenek megkeresni Xerneas életpokémont, aki visszaállíthatja életenergiáját, azonban az út során rájuk támad Yveltal pusztításpokémon.[6][7]
- Argus Steel (アルガス・スティール; Hepburn: Argus Steel?): Millis Steel édesapja. Szereti a csokoládét és van egy léghajója.
- Millis Steel (ミリス・スティール; Hepburn: Millis Steel?): vándorló pokémonedző, társa Brigarron. Ő és az apja segít kimenekíteni Diancie-t a Rakéta csapat karmai közül.
- Marilyn Flame (マリリン・フレーム; Hepburn: Marilyn Flame?) és Ninja Riot (ニンジャ・ライオット; Hepburn: Ninja Riot?): ékszertolvajpár, akik rátámadnak Diancie-re. Jujama Kunihiko rendező szerint vidámabbak lesznek, mint a korábbi Pokémon-filmek gonoszai. Jujama azt is hozzáfűzte, hogy Marilyn Flame-et „több szexepillel tervezték meg, mint bármely korábbi szereplőt, hogy a felnőttek is kapjanak egy kis bónuszt.”  Marilyn Flame pokémontársa Mafoxy, míg Ninja Rioté Gekkouga.[8]